# Eska Music Awards 2010
Eska Music Awards 2010 – dziewiąta gala rozdania nagród Eska Music Awards odbyła się 23 kwietnia 2010 w Pruszkowie (na torze kolarskim BGŻ Arena). Gala była nadawana na żywo na antenie Polsatu i była to ostatnia gala emitowana na tej stacji przed przeniesieniem jej do TVP. Prowadzili ją Doda i Tomasz Karolak. Nominacje do nagród zostały ogłoszone 31 marca 2010 i znajduje się wśród nich siedem kategorii oraz nagrody specjalne. Najwięcej nominacji zdobył Mrozu (Artysta roku, Debiut roku, Video roku) oraz Afromental (Hit roku, Zespół roku, Video roku). Po dwie dostały Ewa Farna, Agnieszka Chylińska i Paulla.

## Nominacje
| Artysta roku                                                                                 | Artystka roku                                                   |
| -------------------------------------------------------------------------------------------- | --------------------------------------------------------------- |
| Andrzej Piaseczny Mrozu Robert M                                                             | Agnieszka Chylińska Ewa Farna Paulla                            |
| Zespół roku                                                                                  | Debiut roku                                                     |
| Afromental Kalwi i Remi Wet Fingers                                                          | Marina Paulla Mrozu                                             |
| Hit roku                                                                                     | Video roku                                                      |
| Ewa Farna – „Cicho” Agnieszka Chylińska – „Nie mogę Cię zapomnieć” Afromental – „Radio Song” | Doda – „Rany” Afromental – „Radio Song” Mrozu – „Miliony monet” |
| Rockowy hit roku                                                                             | Rockowy zespół roku świat                                       |
| Lipali – „Upadam” Strachy na Lachy – „Żyję w kraju” IRA – „Mój Bóg”                          | White Lies                                                      |
| Artysta roku świat                                                                           | Zespół roku świat                                               |
| Inna                                                                                         | OneRepublic                                                     |
| Hit roku świat                                                                               | Debiut roku świat                                               |
| Oceana – „Cry, Cry”                                                                          | Ke$ha                                                           |
| Album roku świat                                                                             |                                                                 |
| Melanie Fiona – The Bridge                                                                   |                                                                 |

## Wystąpili
- OneRepublic
- Inna
- Oceana
- Melanie Fiona
- Katerine
- White Lies
- Ewa Farna
- Marina
- Kasia Wilk
- Andrzej Piaseczny
- Mrozu
- Afromental
- Kombii
- IRA